# ゴンサロ・ブランダン
- ゴンサロ・ブランドン

ゴンサロ・ジャルディム・ブランダン（Gonçalo Jardim Brandão, 1986年10月9日 - ）は、ポルトガル・リスボン出身の元サッカー選手。現役時代のポジションはディフェンダー。日本語訳では「ゴンサロ・ブランドン」と表記されることもある。

## 経歴

### クラブ
ポルトガル・プリメイラ・リーガ1部に所属するCFベレネンセスの育成部門出身。
2003年10月18日、17歳でトップチームでの公式戦デビューを果たす。
17歳及び18歳の頃に公式戦に出場するようになった若手センターバックに当時イングランド・プレミアリーグに属していたチャールトン・アスレティックFCが興味を示しレンタル移籍。イングランド・プレミアリーグでの出場はかなわなかったものの、18歳で既に国外クラブへの移籍を経験する。
2008年夏には当時イタリア・セリエAに属していたACシエーナに5年契約で移籍。守備の主力選手として43試合に出場する。
その後はイタリア・セリエAのFCパルマに移籍するものの、経営難に至ったクラブの移籍金ビジネスの取引対象として他選手とのトレードに出され、ルーマニア1部のCFRクルジュやイタリア・セリエBのACチェゼーナへのレンタルを余儀なくされる。
2014年の夏にイタリア・セリエAにACシエーナ復帰するものの、その2週間後にはポルトガル・プリメイラ・リーガ1部に属する古巣CFベレネンセスに移籍することになった。
2015年以降はチームの主将に任命されている。
基本センターバックを本職とするが、チーム事情によっては左右のサイドバックとしても試合に出場している。

### 代表
U16からU23までの各カテゴリーでセンターバックとして招集された。2009年以降はA代表に招集され、出場した試合ではペペ（レアル・マドリード）及びリカルド・カルヴァーリョ（当時チェルシーFC）と共にディフェンスラインを形成している。

## 出場記録
26 November 2016現在
| クラブ                                | シーズン | リーグ                            | リーグ | リーグ | カップ | カップ | UEFAヨーロッパリーグ | UEFAヨーロッパリーグ | 通算 | 通算 |
| クラブ                                | シーズン | リーグ                            | 出場   | 得点   | 出場   | 得点   | 出場                 | 得点                 | 出場 | 得点 |
| ------------------------------------- | -------- | --------------------------------- | ------ | ------ | ------ | ------ | -------------------- | -------------------- | ---- | ---- |
| CFベレネンセス                        | 2003–04  | ポルトガル・プリメイラ・リーガ1部 | 12     | 1      | 2      | 0      | —                    | —                    | 14   | 1    |
| CFベレネンセス                        | 2004–05  | ポルトガル・プリメイラ・リーガ1部 | 4      | 0      | 2      | 0      | —                    | —                    | 6    | 1    |
| CFベレネンセス                        | 2006–07  | ポルトガル・プリメイラ・リーガ1部 | 1      | 0      | 0      | 0      | —                    | —                    | 1    | 0    |
| CFベレネンセス                        | 2007–08  | ポルトガル・プリメイラ・リーガ1部 | 2      | 0      | 2      | 0      | 0                    | 0                    | 4    | 0    |
| CFベレネンセス                        | 通算     | 通算                              | 19     | 1      | 6      | 0      | 0                    | 0                    | 25   | 1    |
| チャールトン・アスレティックFC (loan) | 2005–06  | イングランド・プレミアリーグ      | 0      | 0      | 0      | 0      | —                    | —                    | 0    | 0    |
| ACシエーナ                            | 2008–09  | イタリア・セリエA                 | 20     | 0      | 0      | 0      | —                    | —                    | 20   | 0    |
| ACシエーナ                            | 2009–10  | イタリア・セリエA                 | 21     | 0      | 1      | 0      | —                    | —                    | 22   | 0    |
| ACシエーナ                            | 2010–11  | イタリア・セリエB                 | 2      | 0      | 0      | 0      | —                    | —                    | 2    | 0    |
| ACシエーナ                            | 通算     | 通算                              | 43     | 0      | 1      | 0      | —                    | —                    | 44   | 0    |
| FCパルマ                              | 2011–12  | イタリア・セリエA                 | 2      | 0      | 0      | 0      | —                    | —                    | 2    | 0    |
| ACチェゼーナ (loan)                   | 2012–13  | イタリア・セリエB                 | 23     | 0      | 2      | 0      | —                    | —                    | 25   | 0    |
| CFRクルジュ (loan)                    | 2013–14  | ルーマニア1部                     | 1      | 0      | 0      | 0      | —                    | —                    | 1    | 0    |
| CFベレネンセス (loan)                 | 2013–14  | ポルトガル・プリメイラ・リーガ1部 | 9      | 0      | 2      | 0      | —                    | —                    | 11   | 0    |
| CFベレネンセス                        | 2014–15  | ポルトガル・プリメイラ・リーガ1部 | 29     | 0      | 5      | 0      | —                    | —                    | 34   | 0    |
| CFベレネンセス                        | 2015–16  | ポルトガル・プリメイラ・リーガ1部 | 29     | 1      | 2      | 0      | 5                    | 0                    | 36   | 1    |
| CFベレネンセス                        | 2016–17  | ポルトガル・プリメイラ・リーガ1部 | 10     | 0      | 2      | 0      | 0                    | 0                    | 12   | 0    |
| CFベレネンセス                        | 通算     | 通算                              | 68     | 1      | 9      | 0      | 5                    | 0                    | 82   | 1    |
| 総通算                                | 総通算   | 総通算                            | 165    | 2      | 20     | 0      | 5                    | 0                    | 190  | 2    |